# Il club delle babysitter
Il club delle babysitter (The Baby-Sitters Club) è una serie televisiva statunitense pubblicata da Netflix dal 3 luglio 2020, basata sull'omonimo romanzo per bambini di Ann M. Martin.
È un reboot dell'omonima serie televisiva HBO del 1990.

## Trama
La nuova versione dello spettacolo segue l'amicizia e le avventure di cinque ragazze delle scuole medie: Kristy, Mary Anne, Claudia, Stacey e Dawn,  mentre avviano un'attività di babysitting a Stoneybrook, nel Connecticut.

## Episodi
| Stagione         | Episodi | Prima TV |
| ---------------- | ------- | -------- |
| Prima stagione   | 10      | 2020     |
| Seconda stagione | 8       | 2021     |

## Personaggi e interpreti
- Kristy Thomas, interpretata da Sophie Grace, doppiata da Giorgia Venditti.
È la presidente del club. Kristy è conosciuta per le sue idee grandiose e per la sua attitudine al comando. Infatti, è proprio da lei che è nata l'idea di fondare il club nel momento in cui sua madre stava avendo difficoltà a trovare una babysitter per suo fratello minore, David Michael. Da quel momento Kristy decise di fondare il club assieme a Claudia, alla sua migliore amica Mary Anne e a Stacey. Lei è quella che, tra tutte, ama maggiormente gli sport e i vestiti casual, non le interessa la moda. Il padre di Kristy se ne è andato quando lei aveva 6 anni e, dopo che sua madre si è risposata, è entrata a fare parte di una famiglia allargata. La famiglia è composta da sua madre Elizabeth, i due fratelli maggiori Charlie e Sam, il fratello minore David Michael, il patrigno Watson Brewer, la sorellastra Karen e il fratellastro Andrew.
- Mary Anne Spier, interpretata da Malia Baker, doppiata da Chiara Vidale
È la segretaria del club. È abbastanza infantile, complice il fatto che, dopo la morte della madre per via di un cancro, è stato il padre Richard Spier a crescerla, imponendole regole a dir poco ferree, come quella del coprifuoco, fissato tassativamente alle ore 21 in settimana e alle 22 nei weekend, o quella secondo la quale lei non poteva utilizzare il telefono più di dieci minuti per volta. Saranno poi le sue amiche e la madre di Dawn Schafer, sua fiamma dei tempi del liceo a convincere a suo padre di "allentare" un po' le regole. Adora le grandi città, in particolare New York, e uno dei suoi più grandi sogni è quello di poter andare a vedere uno spettacolo a Broadway. Ha inoltre una cotta per un ragazzo della sua scuola, Logan Bruno.
- Claudia Kishi, interpretata da Momona Tomada, doppiata da Ginevra Pucci.
È la vicepresidente del club. È la più stilosa di tutte, ama l'arte, ma detesta la matematica. Ha una sorella maggiore Janin Kishi che la critica in tutto, ed è una secchiona. I genitori sono severi riguardo alla matematica, vogliono che entri in un buon college e che diventi una studentessa modello; è la migliore amica di Stacey. Ha una cotta per Trevor Sendboard, artista come lei.
- Stacey McGill, interpretata da Shay Rudolph, doppiata da Carolina Gusev.
È la tesoriera del club. Stilosa, intelligente e connessa, entra nel club solo grazie a Claudia, che conoscendola vuole che anche lei ne faccia parte. Ha un diabete di tipo 1 ma non c'è cura. La verità viene svelata solo nel 3 episodio quando, le loro rivali (l'agenzia della baby-sitter) per screditarle dopo che Stacey chiama la madre di un bambino, lasciato giocare da solo in strada da una delle baby-sitter di quell'agenzia. Insomma, con una semplice ricerca riescono a trovare un vecchio video dove Stacey aveva avuto un calo glicemico (shock insulinico) prima di scoprire di essere diabetica. Va pazza per i ragazzi, e viene da New York.
- Dawn Schafer, interpretata da Xochitl Gomez, doppiata da Vittoria Bartolomei.
È molto legata alle ingiustizie, come il cambiamento climatico e i diritti. Vuole cambiare il mondo. Sua zia è una strega, e lei è sua madre la seguono nelle sedute spiritica femminili. Va molto d'accordo con Mary Anne, anche se su certe cose sono totalmente l'opposto, e dovranno imparare a convivere. È entrata nel club grazie a Mary Anne Spier, ed è stata messa alla prova da Kristy Thomas, prima di poter diventare ufficialmente una babysitter. Suo padre e sua madre sono separati da quando lui ha capito di essere attratto dagli uomini, ma si sentono spesso per videochiamata.
- Elizabeth Thomas-Brewer, interpretata da Alicia Silverstone, doppiata da Chiara Colizzi. È la mamma di Kristy, David Michael, Sam e Charlie, ed è la matrigna di Karen ed Andrew Brewer.
- Watson Brewer, interpretato da Mark Feuerstein, doppiato da Massimo De Ambrosis. Watson è il padre di Karen ed Andrew, e il patrigno di Kristy, David Michael, Sam e Charlie Thomas. Sarà proprio lui a consigliare il club ed i suoi servizi ai genitori del vicinato.
- Mallory Pike, interpretata da ? , doppiata da ?    Prima di otto fratelli, Mallory adora i cavalli e ama scrivere, soprattutto storie che riguardano proprio i cavalli. Pratica equitazione, ed è la migliore amica di Jessi. Adora Claudia Kishi, ed entra a fare parte del club come Membro Junior dopo gli avvenimenti del Camp Moosehead.
- Jessi, interpretata da ?, doppiata da ?                  Migliore amica di Mallory Pike, è un'aspirante ballerina che segue una rigida scuola di danza. In casa, ha una zona solo per lei dove può esercitarsi con il balletto. Diventa parte del club delle babysitter come Membro Junior dopo gli avvenimenti di Camp Moosehead assieme a Mallory Pike.
- David Michael Thomas, fratello di Kristy, Sam e Charlie Thomas. È un bambino gentile e molto legato al cane di famiglia. Ogni tanto gli capita di avere qualche "incidente" legato all'utilizzare il bagno, ed è timido a questo proposito. Grazie a lui Kristy realizzerà che i genitori del vicinato hanno bisogno di babysitter.
- Sam Thomas: fratello di Kristy, David Michael e Charlie. Gli piace giocare ai videogiochi e suonare il basso.
- Charlie Thomas: fratello di Kristy, David Michael e Sam. Gli piace giocare ai videogiochi.
- Janine Kishi, la sorella maggiore di Claudia. È appassionata di videogiochi, molto intelligente e studiosa, si scoprirà essere fidanzata con una compagna dell'università e influencer, Ashley. Spesso ficca il naso negli affari della sorella minore Claudia.

## Produzione
Nel febbraio 2019, Netflix ha ordinato un reboot in 10 episodi della serie originale The Baby-Sitters Club con Ann M. Martin come produttore, Rachel Shukert come showrunner e Michael De Luca e Lucia Aniello come produttori esecutivi. Aniello vestirà anche i panni della regista.

### Casting
Alicia Silverstone e Mark Feuerstein si sono uniti al cast nell'agosto 2019. Nel marzo 2020, Sophie Grace, Malia Baker, Momona Tanada, Shay Rudolph e Xochitl Gomez si sono unite al cast.